# سلنج
سلنج، (نام علمی: Cornulaca aucheri) گیاهی است سراسر خاردار شورپسند از تیره تاج‌خروسیان.
این گیاه با شاخه‌های پرخار به صورت تیغهای مثلثی مورد تعلیف شتر قرار می‌گیرد و در ماسه ریگزارهای بیابانها رشد می‌کند و مقداری تلخی با طعم شوری دارد.
رویشگاه آن عربستان سعودی، کویت، قطر، بحرین، عمان، عراق، ایران، پاکستان و افغانستان است.

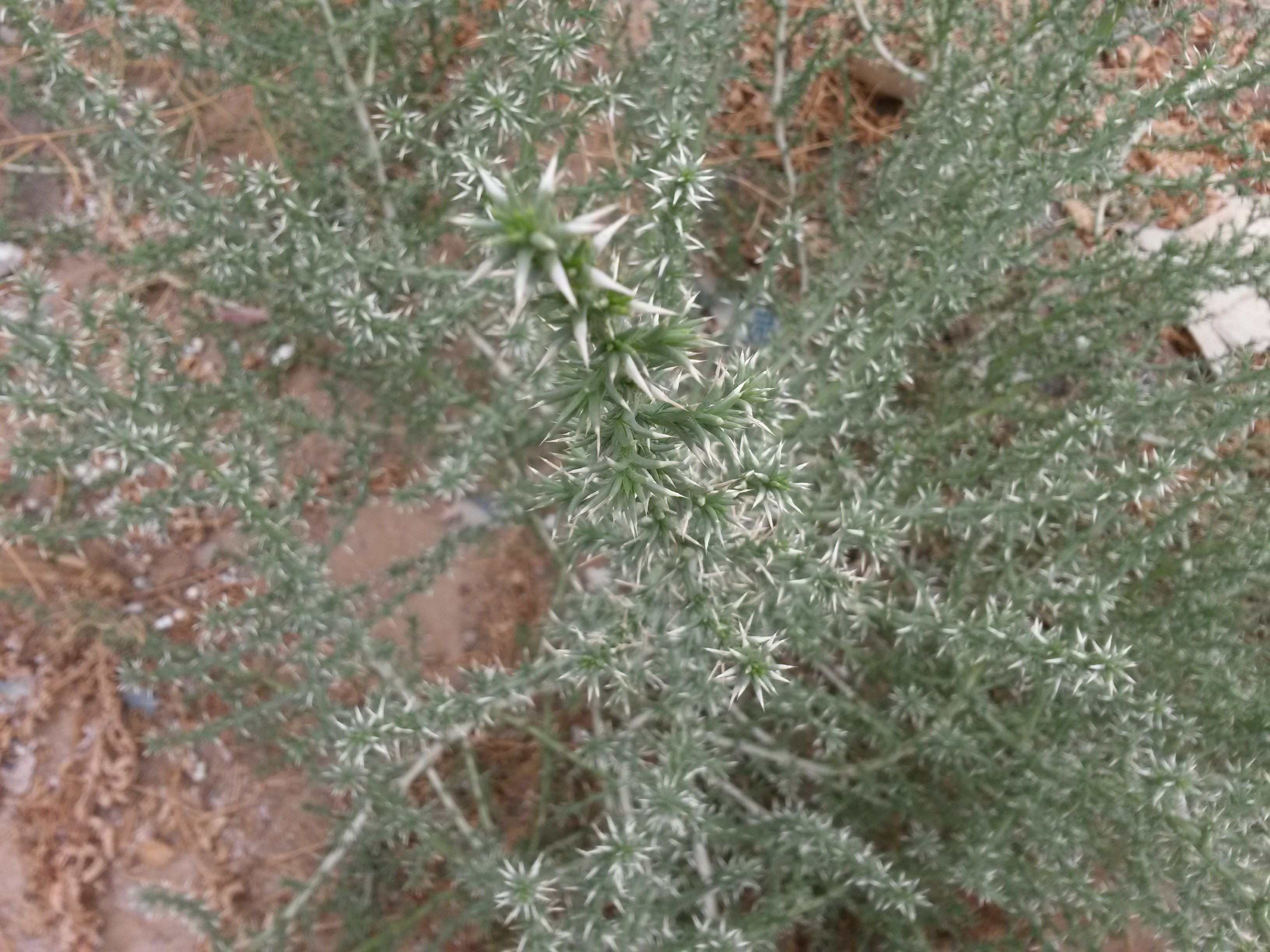
یک تصویر نزدیک از سلنج در آب‌پخش